# Slaka-Nykils pastorat
Slaka-Nykils pastorat är ett pastorat i Östgötabygdens kontrakt i Linköpings stift.
Pastoratet bildades 2014 och består av 
- Slaka församling
- Skeda församling
- Nykil-Gammalkils församling
- Ulrika församling

År 2020 tillfördes det nybildade Lambohovs församling. 
Pastoratskod är 021603.

## Kyrkoherdar
| Ämbetstid | Namn            | Levnadstid | Kommentarer |
| --------- | --------------- | ---------- | ----------- |
| 2016–2022 | Maria Åkerström | 1970–      | [ 2 ]       |